# Три (албум)
Три је албум Ане Станић објављен 2002. године.

## Списак песама
1. „Ако живиш за мене“ – 4:04
2. „Пријатељска“ – 3:46
3. „Странац“ – 4:03
4. „Самба“ – 4:09
5. „Сат“ – 3:55
6. „Плима и осека“ – 3:09
7. „Ауто-пут“ – 3:55
8. „20, 30 година“ – 4:34
9. „И када си сам“ – 3:33
10. „Прича ова улица“ – 4:08
11. „20, 30 година“ guitar mix – 3:44
12. „Сат“  – 4:48
13. „20, 30 година“ remix – 4:14
14. „Прича ова улица“ remix – 3:17